# 1948年ロンドンオリンピックの南アフリカ選手団
1948年ロンドンオリンピックの南アフリカ選手団（1948ねんロンドンオリンピックのみなみアフリカせんしゅだん）は、1948年7月29日から8月14日にかけてイギリスの首都ロンドンで開催された1948年ロンドンオリンピックの南アフリカ選手団、およびその競技結果。

## メダル
| メダル | 選手名          | 競技       | 種目               |
| ------ | --------------- | ---------- | ------------------ |
| 金     | Gerald Dreyer   | ボクシング | 男子ライト級       |
| 金     | George Hunter   | ボクシング | 男子ライトヘビー級 |
| 銀     | Dennis Shepherd | ボクシング | 男子フェザー級     |
| 銅     | John Arthur     | ボクシング | 男子ヘビー級       |